# رولاندو فيرا
رولاند فيرا (بالإسبانية: Rolando Vera)‏ هو مصارع هاوي مكسيكي، ولد في 1 فبراير 1915 في مونتيري في المكسيك، وتوفي بنفس المكان في 29 مارس 2001 بسبب نوبة قلبية.

## روابط خارجية
- رولاند فيرا على موقع WrestlingData.com (الإنجليزية)
- رولاند فيرا على موقع CageMatch worker (الإنجليزية)